# Otto Taussig
Otto Taussig (* 1879; † 4. Juli 1925 in Wien) war ein österreichischer Schriftsteller und Librettist.

## Leben
Otto Taussig verfasste gemeinsam mit Adolf Glinger zahlreiche Vaudeville-Stücke, Einakter, Singspiele, Possen, Komödien und sonstige Texte für die vor dem II. Weltkrieg beliebten Wiener Unterhaltungsbühnen Budapester Orpheumgesellschaft, das Kabaretttheater Max und Moritz im St. Annahof (Wien), das Theater der Komiker, das Kabarett Pavillon (in der Walfischgasse 11) und die Rolandbühne. Außerdem verfasste Taussig Operettenlibretti u. a. für Robert Stolz. In seinen Stücken traten u. a. Armin Berg, Heinrich Eisenbach, Sigi Hofer und Hans Moser auf.
Nach dem Ersten Weltkrieg wurde Taussig Mitdirektor von Eisenbachs Budapester, einer Abspaltung des Budapester Orpheums. Nach Heinrich Eisenbachs Tod leitete er das Unternehmen weiter. Kurz vor seinem Tod heiratete er Konstanze Cartellieri, eine Schwester des Stummfilmstars Carmen Cartellieri. Er wurde am Wiener Zentralfriedhof bestattet.

## Werke
| Bühnenstücke: - 1903: Pollak aus Gaya (mit Adolf Glinger) - 1903: Ein gelungener Tip! - 1904: Delogiert (mit A.G.) - 1904: Eine Kinderei (mit A.G.) - 1905: Im Römerbad (mit A.G.) - 1905: Aftermieter (mit A.G.) - 1905: Der blaue Fleck (mit A.G.) - 1905: Der Fall Windl (mit A.G.) - 1905: Herkulestropfen (mit A.G.) - 1905: So wird's gemacht (mit A.G.) - 1905: Eine Juxheirat im Hause Goldberg (mit A.G.) - 1906: Drei Nummern (mit A.G.) - 1906: Kuckuckseier (mit A.G.) - 1906: Zur Hebung der Sittlichkeit (mit A.G.) - 1907: Das intime Cabaret (mit A.G.) - 1907: Die Tafelrunde auf der Eulenburg (mit A.G.) - 1907: Er will nicht! (mit A.G.) - 1907: Leopoldstädter Schattenspiele oder Ein anständiger Mensch (mit A.G.) - 1907: Leopoldstädter Schattenspiele oder Mutter! (mit A.G.) - 1907: Leopoldstädter Schattenspiele oder Nackte Thatsachen (mit A.G.) - 1908: Der Mann mit den eineinhalb Frauen (mit A.G.) - 1908: Ein lediger Ehemann (mit A.G.) - 1908: Optische Täuschung (mit A.G.) - 1908: Simson der Schwache (mit A.G.) - 1908: Der gefangene Igel (mit A.G.) - 1908: Eine feine Familie (mit A.G.) - 1908: Im Lokalzug Wien-Baden (mit A.G.) - 1908: Eine Maskensoiree bei Pischeles (mit A.G.), Musik: Karl Recher - 1908: Beim Tanz - 1908: Pfui Teufel! - 1908: Telefonische Gespräche - 1909: Der Doppelgänger (mit A.G.) - 1909: Der schwarze Schimmel (mit A.G.) - 1909: Die Spanische Wand (mit A.G.) - 1909: Floh's Seitensprünge (mit A.G.) - 1909: Zwischen zwei Grenzen (mit A.G.) | - 1910: Auf der Alm da gibt's ka Sünd'! (mit A.G.) - 1910: Beim Amtsgericht (Bezirksgericht) (mit A.G.) - 1910: Der Graf von Lundenburg (Der Befähigungsnachweis) (mit A.G.) - 1910: Er hält sich zurück! (mit A.G.) - 1910: Zahn um Zahn (mit A.G.) - 1910: Waffenübung (mit A.G.) - 1911: Alles ist schon dagewesen! (mit A.G.) - 1911: Das Liebesnest (mit A.G.) - 1911: Der gefangene Igel (mit A.G.) - 1911: Der Polizeihund (mit A.G.) - 1911: Die keusche Johanna! (mit A.G.) - 1911: Er kommt nicht dazu (mit A.G.) - 1911: Sein letzter Wille! (mit A.G.) - 1911: Sylvester an der Grenze (mit A.G.) - 1912: Asyl für Obdachlose (mit A.G.) - 1912: Der Eintagsgatte (mit A.G.) - 1912: Der große Dalles (mit A.G.) - 1912: Der rote Bernhard (mit A.G.) - 1912: Der vorsichtige Ehemann (mit A.G.) - 1912: Die fünf Frankfurterischen (mit A.G.) - 1912: Five o'clock tea bei Löwy (mit A.G.) - 1912: Fräulein Oskar (mit A.G.) - 1912: Oblatts Frauen (mit A.G.) - 1912: Sein Pseudonym (mit A.G.) - 1912: Unsere Grenzsoldaten (mit A.G.) - 1913: Das geteilte Kabinett (mit A.G.) - 1913: Das letzte Leintuch (mit A.G.) - 1913: Der selige Theodor (mit A.G.) - 1913: Pfeifendeckel (mit A.G.) - 1913: Versicherung gegen Ehebruch (mit A.G.) - 1914: Der erste Schuss (mit A.G.) - 1914: Der zuckersüße Oppenheim (mit A.G.) - 1914: Getrennte Schlafzimmer (mit A.G.) - 1914: Was mach ich mit Lola (mit A.G.) - 1915: Das Paradiesbett (mit A.G.) - 1915: Der Einbrecher (mit A.G.) - 1921: Das Vorstadtmädel (mit Otto Hein und Adolf Glinger), Musik: Robert Stolz |